# Louveira (kommun)
Louveira är en kommun i Brasilien.   Den ligger i delstaten São Paulo, i den sydöstra delen av landet, 800 km söder om huvudstaden Brasília. Antalet invånare är 37 153. Arean är 55 kvadratkilometer. Louveira gränsar till Itatiba.
Terrängen i Louveira är huvudsakligen platt, men norrut är den kuperad.
Följande samhällen finns i Louveira:
- Louveira

Omgivningarna runt Louveira är en mosaik av jordbruksmark och naturlig växtlighet. Runt Louveira är det tätbefolkat, med 762 invånare per kvadratkilometer.